# Якоб Тренсков
Я́коб Бе́ннедсен Тре́нсков (дан. Jacob Bennedsen Trenskow; нар. 26 листопада 2000) — данський футболіст, півзахисник нідерландського клубу «Геренвен».

## Клубна кар'єра

### «Горсенс»
Почав займатися футболом в академії клубу «Орхус», до якої приєднався в 11 років. У вересні 2020 року перейшов у «Горсенс», підписавши контракт на півроку. 7 жовтня 2020 року дебютував за «Горсенс» в матчі Кубка Данії проти «Несбю», в якому також забив свій перший гол за клуб.

### НСІ
В лютому 2021 року перебрався у фарерський НСІ, підписавши трирічний контракт. Дебютував за нову команду 28 лютого в матчі за Суперкубок Фарерських островів проти «Торсгавна», вийшовши в стартовому складі. 7 березня в поєдинку з тим ж «Торсгавном» дебютував у фарерській Прем'єр-лізі, з'явившись на полі в стартовому складі. 11 квітня в зустрічі чемпіонаті проти «Фуглафйордура» забив свій перший гол за НСІ. 8 липня 2021 в матчі кваліфікації Ліги конференцій УЄФА проти фінської «Хонки» дебютував в єврокубках. В розіграші Кубка Фарерських островів разом з командою дійшов до фіналу, де в серії післяматчевих пенальті поступився «Б-36».

### «ГБ Кеге»
25 січня 2022 року повернувся у Данію, де став гравцем «ГБ Кеге». 4 березня 2022 року дебютував за «Кеге» в матчі Першого дивізіону проти «Хобро». 2 квітня в поєдинку з «Вендсюсселем» забив своїм перші голи за клуб, відзначившись дублем. За півтора роки в клубі провів 43 матчі, в яких забив 10 м'ячів. Результативним став останній сезон в команді, коли окрім семи голів оформив шість результативних передач.

### «Кальмар»
9 червня 2023 року підписав чотирирічний контракт зі шведським клубом «Кальмар». 9 липня 2023 року дебютував за «Кальмар» в матчі Аллсвенскан проти «Ельфсборга», замінивши Югана Карлссона. 27 липня того ж року в поєдинку кваліфікації Ліги конференцій УЄФА проти вірменського «Пюніка» забив свій перший гол за «Кальмар». В своєму дебютному сезоні провів 16 зустрічей за «Кальмар» в чемпіонаті Швеції.
8 квітня 2024 року в матчі проти «Сіріуса» забив свій перший гол в Аллсвенскан. В сезоні 2024 забив 4 м'ячі в 16 матчах в Аллсвенскан.

### «Геренвен»
9 серпня 2024 року перейшов у нідерландський клуб «Геренвен», підписавши чотирирічний контракт. 10 серпня дебютував за Геренвен в матчі Ередивізі проти «Аякса», вийшовши на заміну Ільясу Себауї. 17 серпня в поєдинку Ередивізі проти «Утрехта» забив свій перший гол за «Геренвен».

## Кар'єра в збірній
Виступав за збірну Данії до 16 років.

## Статистика виступів
Станом на 9 серпня 2025
| Клуб              | Сезон             | Чемпіонат         | Чемпіонат | Чемпіонат | Кубок | Кубок | Єврокубки | Єврокубки | Інші  | Інші | Всього | Всього |
| Клуб              | Сезон             | Дивізіон          | Матчі     | Голи      | Матчі | Голи  | Матчі     | Голи      | Матчі | Голи | Матчі  | Голи   |
| ----------------- | ----------------- | ----------------- | --------- | --------- | ----- | ----- | --------- | --------- | ----- | ---- | ------ | ------ |
| Горсенс           | 2020–21           | Суперліга         | 0         | 0         | 2     | 0     | —         | —         | 0     | 0    | 2      | 0      |
| НСІ               | 2021              | Прем'єр-ліга      | 25        | 6         | 5     | 1     | 2         | 0         | 1     | 0    | 33     | 7      |
| ГБ Кеге           | 2021–22           | Перший дивізіон   | 11        | 3         | 0     | 0     | —         | —         | —     | —    | 11     | 3      |
| ГБ Кеге           | 2022–23           | Перший дивізіон   | 30        | 7         | 2     | 0     | —         | —         | —     | —    | 32     | 7      |
| ГБ Кеге           | Всього            | Всього            | 41        | 10        | 2     | 0     | 0         | 0         | 0     | 0    | 43     | 10     |
| Кальмар           | 2023              | Аллсвенскан       | 16        | 0         | 0     | 0     | —         | —         | 0     | 0    | 16     | 0      |
| Кальмар           | 2024              | Аллсвенскан       | 16        | 4         | 3     | 3     | 2         | 1         | 0     | 0    | 21     | 8      |
| Кальмар           | Всього            | Всього            | 32        | 4         | 3     | 3     | 2         | 1         | 0     | 0    | 37     | 8      |
| Геренвен          | 2024–25           | Ередивізі         | 24        | 6         | 1     | 1     | —         | —         | 0     | 0    | 25     | 7      |
| Геренвен          | 2025–26           | Ередивізі         | 1         | 0         | 0     | 0     | —         | —         | 0     | 0    | 1      | 0      |
| Геренвен          | Всього            | Всього            | 25        | 6         | 1     | 1     | 0         | 0         | 0     | 0    | 26     | 7      |
| Всього за кар'єру | Всього за кар'єру | Всього за кар'єру | 123       | 26        | 13    | 5     | 4         | 1         | 1     | 0    | 141    | 32     |

1. 1 2  Матчі в Лізі конференцій УЄФА
2. ↑  Матчі в Суперкубку Фарерських островів